# 梨形粘体虫
梨形粘体虫（学名：Myxosoma pyriformis）为粘体科粘体虫属的动物。在中国，分布于云南等，营寄生生活，寄生在云南倒刺鲃的鳃。